# زیمنس انرژی آگ
زیمنس انرژی آگ (انگلیسی: Siemens Energy AG) شرکت انرژی آلمانی است، که در سال ۲۰۲۰ توسط شرکت زیمنس تأسیس شد.